# عاصم أورخان باروت
عاصم أورخان باروت (بالتركية: Asım Orhan Barut) (و. 1926 – 1994 م) هو فيزيائي من الولايات المتحدة الأمريكية . ولد في ملطية.
توفي في بولدر، كولورادو ، عن عمر يناهز 68 عاماً.

## التعليم
تعلم في جامعة إسطنبول التقنية